# Грос-Квенштедт
Грос-Квенштедт (нем. Groß Quenstedt) — община в Германии, в земле Саксония-Анхальт. 
Входит в состав района Хальберштадт. Подчиняется управлению Боде-Хольтемме.  Население составляет 970 человек (на 31 декабря 2010 года). Занимает площадь 15,65 км².